# Comuna Șendreni, Noua Suliță
Șendreni (în ucraineană Драниця, transliterat: Dranîțea) este o comună în raionul Noua Suliță, regiunea Cernăuți, Ucraina, formată din satele Negreni și Șendreni (reședința).

## Demografie
Componența lingvistică a comunei Șendreni
     Română (96,59%)
     Ucraineană (2,78%)
     Alte limbi (0,6%)
Conform recensământului din 2001, majoritatea populației comunei Șendreni era vorbitoare de română (96,59%), existând în minoritate și vorbitori de ucraineană (2,78%).